# Faculté de droit de l'université de Belgrade
Pour les articles homonymes, voir Faculté de droit.
La faculté de droit de l'université de Belgrade (en serbe cyrillique : Правни факултет Универзитета у Београду ; en serbe latin : Pravni fakultet Univerziteta u Beogradu) est l'une des 31 facultés de l'université de Belgrade. Elle a été fondée en 1808, en même temps que l’université elle-même. En 2023, son doyen est le professeur Zoran Mirković (sr).
En 2023, la faculté comptait environ 6 598 étudiants en licence, 1 488 étudiants en master, 270 étudiants en doctorat, et 100 professeurs ou assistants,.

## Bâtiment

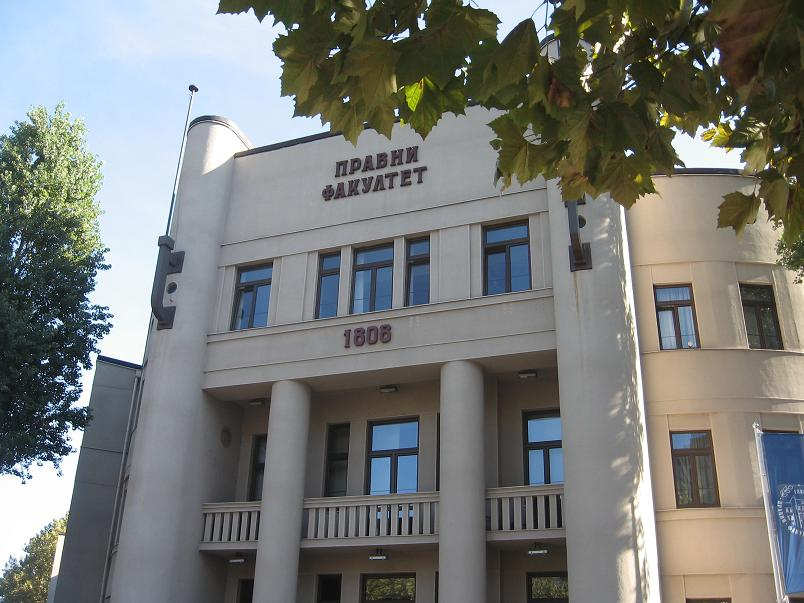
Le bâtiment de la faculté

Le bâtiment de la faculté de droit, situé 67 Bulevar kralja Aleksandra (« boulevard du roi Alexandre »), a été construit entre 1936 et 1940 d'après des plans de l'architecte Petar Bajalović revus par Petar Anagnosti, architecte et universitaire.
Il a été conçu comme une structure fonctionnelle de style moderniste formant un triangle légèrement arrondi et dépourvue d'ornementation. Bajalović a attaché une attention toute particulière aux deux façades donnant sur les deux rues constituant le triangle, en créant une entrée imposante et des façades rythmées par une alternance entre les formes cubiques et les formes arrondies. La façade donnant sur le parc de Tašmajdan et sur l'hôtel Metropol, avec ses masses lisses et ses ouvertures très simples, souligne l'aspect fonctionnel de l'ensemble.
En raison de sa valeur architecturale, le bâtiment est inscrit sur la liste des monuments culturels protégés de la république de Serbie et sur celle des biens culturels de la ville de Belgrade,.

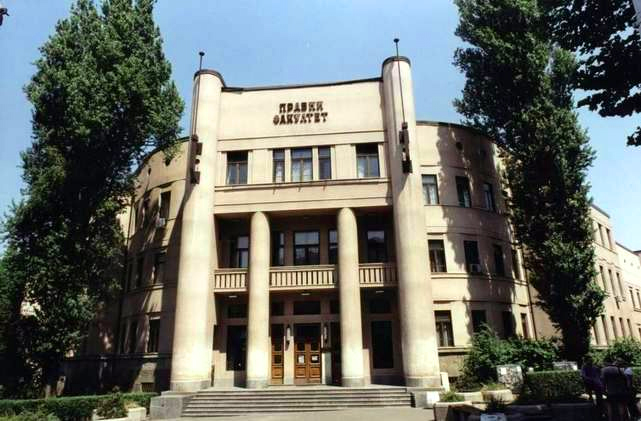
Autre vue du bâtiment

## Organisation
La faculté de droit abrite 8 départements :
- Département de droit civil ;
- Département de droit public ;
- Département de droit criminel ;
- Département de droit international et des relations internationales ;
- Département d'économie ;
- Département d'histoire du droit ;
- Département de théorie, de sociologie et de philosophie du droit ;
- Département des langues étrangères.

## Quelques anciens étudiants
- Aleksandar Bakočević (1928-2007), ancien maire de Belgrade
- Olgica Batić (née en 1981), présidente du Parti démocrate-chrétien de Serbie
- Vladan Batić (1949-2010), avocat et  ancien président du Parti démocrate-chrétien de Serbie, ministre de la justice dans le gouvernement de Zoran Đinđić (2001-2004)
- Mirko Božić (1919-1995), écrivain et scénariste croate
- Vuk Drašković (né en 1946), ministre des Affaires étrangères dans le Conseil des ministres de la Serbie-et-Monténégro (1999-2006)
- Kiro Gligorov (1917-2012), premier président de la Macédoine indépendante (1991-1999)
- Dragan Jočić (né en 1960), ministre de l'Intérieur dans le premier et le second gouvernement de Vojislav Koštunica (2004-2008)
- Aleksa Jovanović (1846-1920), ministre et président du Conseil des ministres du royaume de Serbie
- Vojislav Koštunica (né en 1944), président de la république fédérale de Yougoslavie (2000-2003) et président du gouvernement de Serbie (2004-2008)
- Snežana Malović (née en 1976), ministre de la Justice dans le premier et le second gouvernement de Mirko Cvetković (2008-2012)
- Milan Marković (né en 1970), ministre de l'Administration publique et de l'Autonomie locale (2007-2012)
- Nataša Mićić (née en 1965), femme politique, présidente de la république de Serbie par intérim (2002-2004)
- Vojislav Mihailović (né en 1951), ancien maire de Belgrade (1999-2000) et président de la république de Serbie par intérim (2004)
- Slobodan Milošević (1941-2006), président de la république socialiste de Serbie (1989-1997) puis de la république fédérale de Yougoslavie (1997-2000)
- Ratko Mitrović (1913-1941), Partisan yougoslave et héros national de la Yougoslavie
- Ivan Mrkić (né en 1953), ministre des Affaires étrangères dans le gouvernement d'Ivica Dačić (2012-)
- Branislav Nušić (1864-1938), romancier, dramaturge, satiriste et essayiste, fondateur de la rhétorique moderne en Serbie
- Bálint Pásztor (né en 1979), homme politique
- Dušan Petrović (né en 1966), ministre de la Justice dans le second gouvernement Koštunica (2007-2008) et ministre de l'Agriculture dans le second gouvernement Cvetković (2011-2012)
- Danko Popović (1928-2009), romancier, scénariste
- Ivan Stambolić (1936-2000), membre de la Ligue des communistes de Yougoslavie et le président de la Serbie
- Vladimir Rolović (1916-1971), Partisan yougoslave et héros national de la Yougoslavie, ambassadeur de Yougoslavie
- Borisav Stanković (1878-1927), écrivain serbe de l'école réaliste
- Đuro Strugar (1912-1941), Partisan yougoslave et héros national de la Yougoslavie
- Ljubomir Tadić (né en 1925), juriste, philosophe et homme politique serbe
- Dimitrije Tucović (1881-1914), journaliste et personnalité socialiste du royaume de Serbie
- Aleksandar Vučić (né en 1970), président du gouvernement de la Serbie (2014-)
- Filip Vujanović (né en 1954), président de la république du Monténégro (2006-)